# Anthologie de la poésie française (André Gide)
Pour les articles homonymes, voir Anthologie de la poésie française.
L'Anthologie de la poésie française est un choix de poèmes effectué par André Gide et publié en 1949 dans la collection NRF, puis dans la Bibliothèque de la Pléiade, toujours chez Gallimard.